# Deyna Castellanos
Deyna Castellanos (Maracay, 1999. április 18. –) venezuelai női válogatott labdarúgó. Az angol élvonabeli Manchester City támadója.

## Pályafutása
Deyna 5 évesen kezdett focizni Maracayban, miután testvére iskolai edzésein felfedezték tehetségét. Különböző tornákon igazolta gólerősségét, és több korosztályos versenyt nyert csapataival. 12 évesen a Venezuelai Központi Egyetem színeiben nyerte meg a Lima Kupát Peruban.

### Klubcsapatokban

#### Florida Seminole
Floridai Seminole Állami Főiskolán többek között Elín Metta Jensen, Emma Koivisto, Heidi Kollanen, Natalia Kuikka és Anna Patten társaságában 82 meccsen 48 gólt termelt.

#### Atlético Madrid
2020. január 2-án érkezett az Atlético Madridhoz és pár nappal később be is mutatkozhatott új együttesénél. Október 3-án az Espanyol ellen érte el első találatát. Egy szuperkupa győzelemmel búcsúzott kétéves szerződése lejártával a Rojiblancától.

#### Manchester City
A Manchester City 2022. június 3-án hároméves szerződést ajánlott fel Castellanosnak.

### A válogatottban
A 2014-es ifjúsági olimpián szerzett hét találatával jelentős szerepet játszott hazája ezüstérmes helyezésében.
2013-ban és 2016-ban megnyerte hazájával a 17 éven aluliak Dél-amerikai bajnokságát, a két sorozatban pedig összesen 14 gólt szerzett. 
A 2014-es és a 2016-os U17-es világbajnokságon összesen 11 gólt jegyzett, ezzel minden idők legeredményesebb támadója a korosztályos világversenyen.
2017-ben Puskás-díjra jelölték az U17-es világbajnokságon Kamerun ellen szerzett gólját.

## Sikerei, díjai

### Klubcsapatokban
Spanyol szuperkupa-győztes (1):
- Atlético Madrid (1): 2021

 NCAA bajnok (1):
- Florida State Seminoles (1): 2018

### A válogatottban
Venezuela
- U17-es Dél-amerikai bajnok (2): 2013, 2016
- Bolivári játékok ezüstérmes (1): 2013
- Ifjúsági olimpiai ezüstérmes (1): 2014